# 284 f.Kr.

## Händelser

### Efter plats

#### Romerska republiken
- Den galliska stammen senonerna, som har slagit sig ner vid den adriatiska kusten norr om Picenum, anfaller Arretium i Etrurien. Då romarna under Lucius Caecilius Metellus Denters befäl försöker undsätta sina allierade i staden lider de ett svårt nederlag i slaget vid Arretium. Upprörda av denna katastrof invaderar en romersk armé under Manius Curius Dentatus senonernas territorium samt besegrar dem och driver bort dem från den italiska halvön.

#### Grekland
- Pyrrhus av Epiros drivs ut ur Makedonien och tillbaka till Epiros av Lysimachos.

#### Mindre Asien
- Ptolemaios I:s äldste (legitime) son, Ptolemaios Keraunos, vars mor Eurydike (dotter till Antipater) har blivit förskjuten av Egyptens nye kung Ptolemaios II, flyr från Egypten till kung Lysimachos av Thrakien, Makedonien och Mindre Asien hov.
- Lysimachos hustru Arsinoe, som gärna vill säkra den thrakiska tronföljden åt sina söner istället för Agathokles (Lysimachos äldste son), intrigerar mot Lysimachos med hjälp av sin bror Ptolemaios Keraunos. De anklagar honom för att ha konspirerat mot Seleukos för att inta tronen, varvid Agathokles blir avrättad. Detta avskyvärda dåd av Lysimachos och hans familj väcker stor indignation. Många städer i Mindre Asien gör uppror och några av hans mes pålitliga vänner överger honom.
- Agathokles änka Lysandra flyr med deras barn och Agathokles bror Alexander till Seleukos hov. Denne invaderar omgående Lysimachos territorium i Mindre Asien.

## Avlidna
- Lucius Caecilius Metellus Denter, romersk konsul och general, stupad under slaget vid Arretium (född omkring 320 f.Kr.)
- Ardvates, guvernör och senare härskare av Armenien, som grundar en dynasti, som kommer att härska till 211 f.Kr.
- Agathokles, son till kung Lysimachos av Thrakien